# Kuchnia litewska
Kuchnia litewska – potrawy i napoje charakterystyczne dla Litwy oraz kultury jej mieszkańców.

## Historia

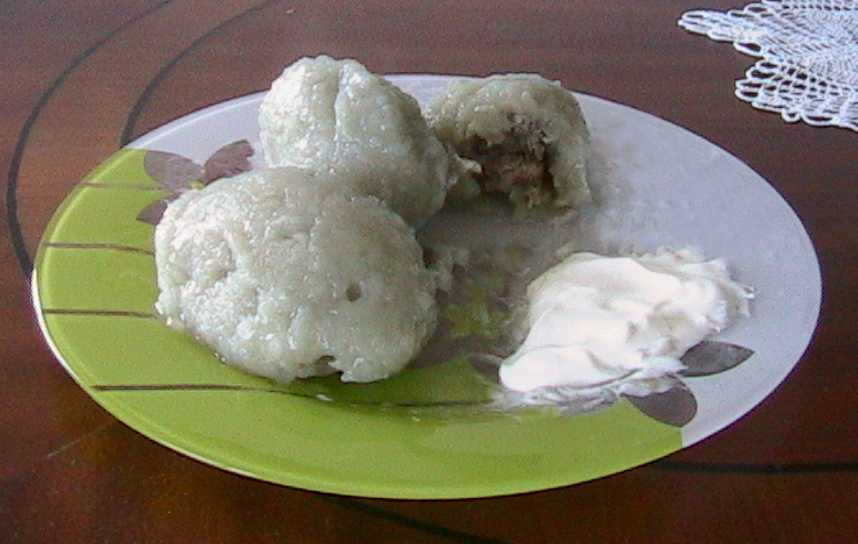
Cepeliny

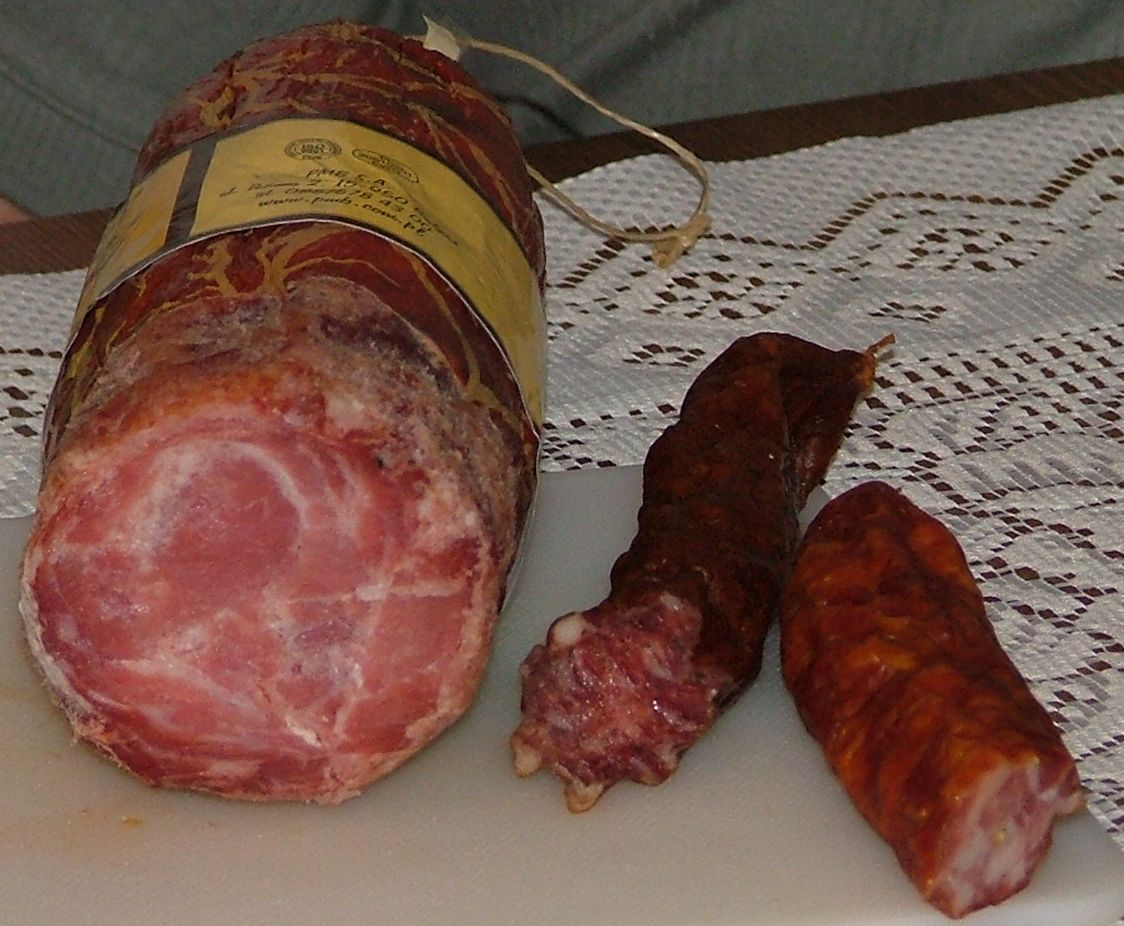
Kindziuk

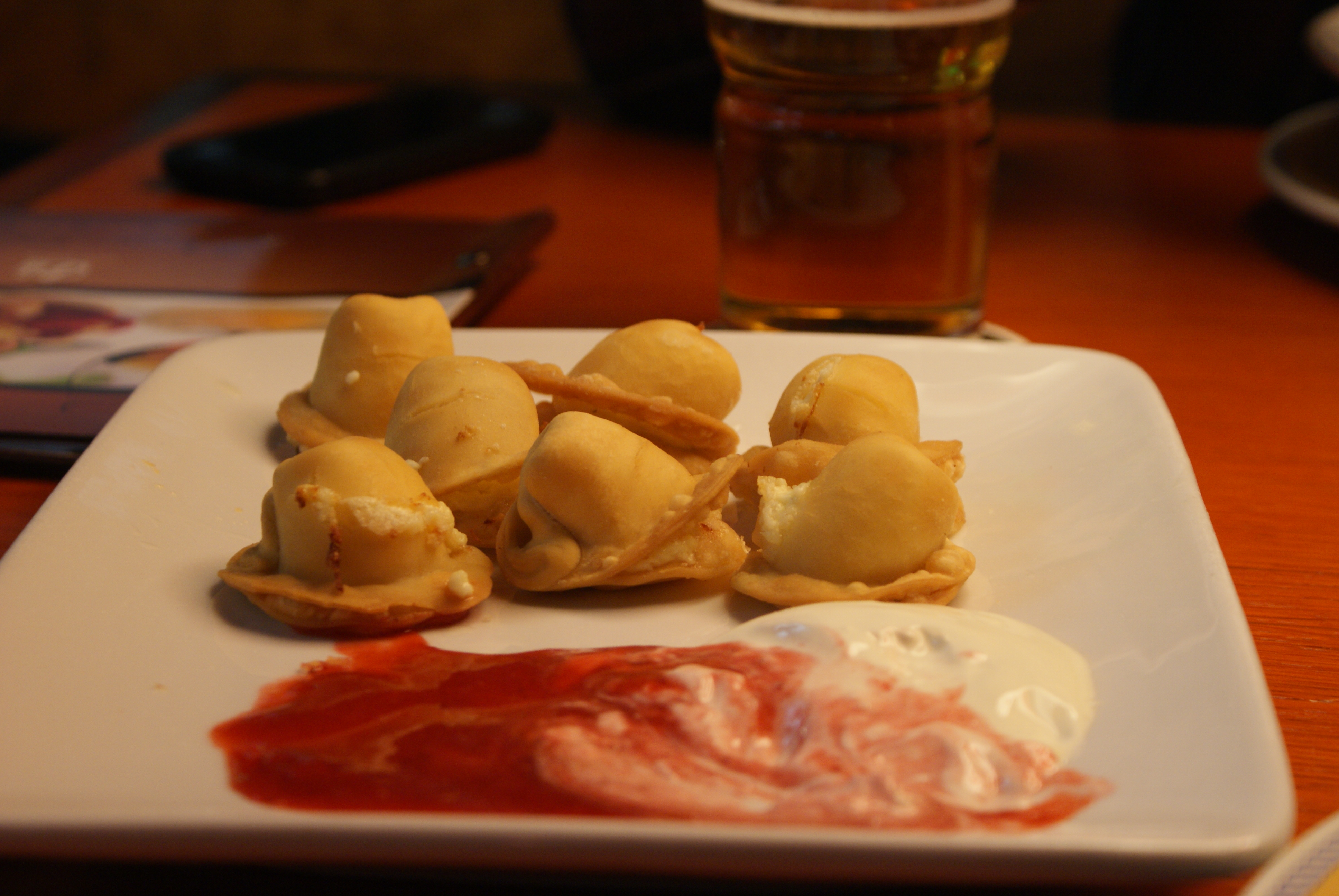
Kołduny

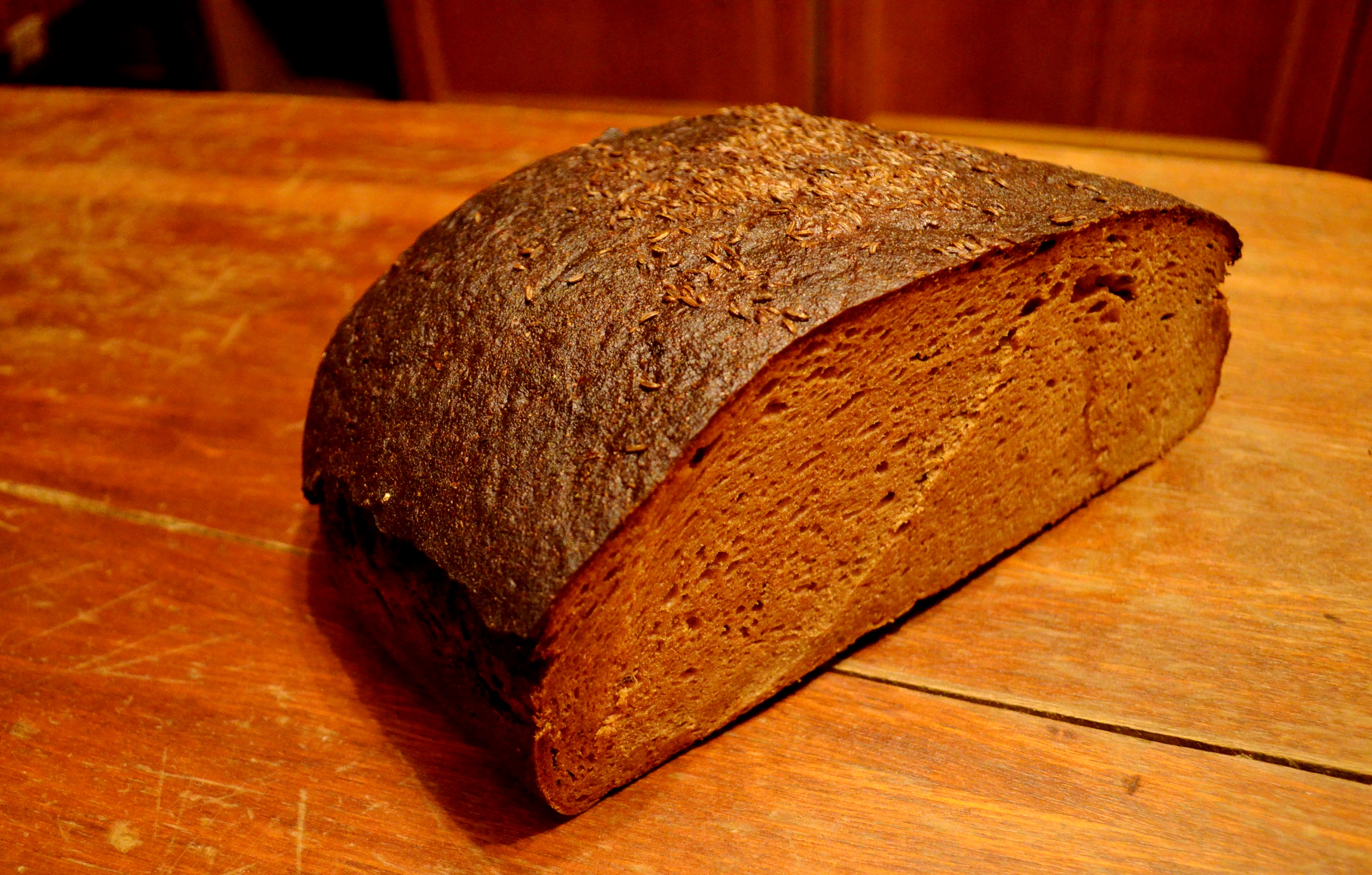
Chleb litewski

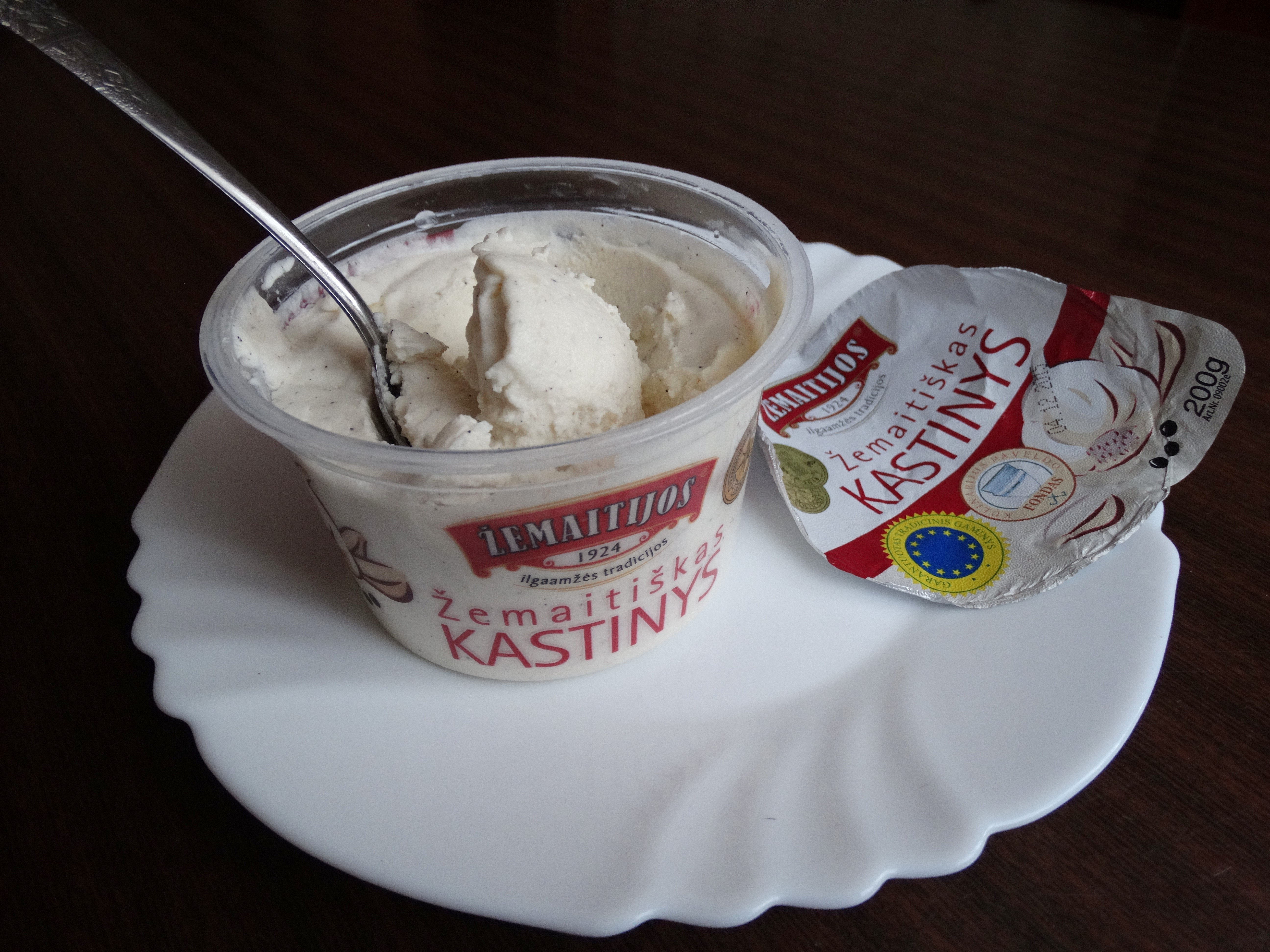
Kastinys

Od początku osadnictwa na terenach współczesnej Litwy przeważały lasy. Upowszechnienie się rolnictwa we wczesnym średniowieczu spowodowało wzrost spożycia rozmaitych zbóż, zarówno w postaci kasz, jak i wypieków. Litwa jako kraj w przeważającym stopniu rolniczy stała się także jednym z czołowych konsumentów produktów mlecznych, o wiele trudniej dostępnych w Europie Zachodniej. Dietę uzupełniały niektóre warzywa (z początku głównie dzikie), a także owoce leśne i grzyby. Czynniki te odegrały rolę w kształtowaniu zarówno produktów, jak i gustów konsumentów.
Z powodu skomplikowanej historii Litwy kuchnia litewska niemal od samego początku była pod wpływem kuchni krajów ościennych, a także kuchni ludów zamieszkujących Wielkie Księstwo Litewskie: ukraińskiej, polskiej, tatarskiej, białoruskiej oraz żydowskiej. Po potopie szwedzkim w XVII wieku produkcja zbóż załamała się, a popularność zyskał przywieziony z Ameryki ziemniak.
Dzięki bliskim kontaktom handlowym z krajami Azji Środkowej cena rozmaitych przypraw na Litwie i w Polsce była wielokrotnie niższa niż w innych częściach Europy, dokąd trzeba je było sprowadzać za pośrednictwem Turcji. Stąd w tradycyjnej kuchni litewskiej powszechne używa się przypraw takich jak pieprz, gałka muszkatołowa czy kolendra. W powszechnym użyciu były także lokalnie rosnące zioła i przyprawy takie jak mięta czy kminek (dodawany do wielu potraw, od chleba przez zupy aż po suszone i wędzone sery białe). Początkowo, podobnie jak w kuchni polskiej, ostre przyprawy były używane do konserwowania potraw, co nadawało kuchni charakter wyjątkowo pikantny. Jej złagodzenie spowodowało upowszechnienie w XIX wieku saletry oraz innych środków służących przechowywaniu żywności.
Począwszy od XVIII wieku w okresie zaborów kuchnia Litwy znalazła się pod wpływem kuchni rosyjskiej oraz niemieckiej. Pod koniec XIX wieku była w dawnej Rzeczypospolitej jedną z trzech najbardziej cenionych kuchni obok warszawskiej i galicyjskiej.

## Najbardziej znane potrawy
- Skilandis – Kindziuk – bardzo sucha kwaskowata pieprzna wędlina
- Bandziukas (bandziuk) – sucha wędlina podobna do kindziuka, krócej dojrzewająca i mniej kwaskowa
- Chleb wileński – chleb pieczony zgodnie ze specjalną recepturą z mieszanki mąk żytniej razowej i pszennej
- Didžkukuliai lub Cepelinai (cepeliny, na Suwalszczyźnie znane jako kartacze) – „pyzy” lepione z ziemniaków i nadziewane farszem, najczęściej z mięsa z dodatkiem cebuli i przypraw, ale czasem również z innych składników.
- Čeburėkai – czebureki – smażone na głębokim oleju duże „pierogi”, nadziewane farszem. Podawane z gorącą zupą do popicia. Pochodzą z kuchni kaukaskiej.
- Kastinys – lekkie żmudzkie danie ze śmietany oraz masła z przyprawami.
- Kibinai (kibiny) – rodzaj dużych pierogów nadziewanych farszem i pieczonych w piekarniku.
- Koldūnai – kołduny litewskie – małe pierogi (w Polsce nazywane uszkami) nadziewane surowym farszem i gotowane w zupie, rozpowszechnione na całym terytorium dawnego Wielkiego Księstwa.
- Kugelis (kugel) – babka ziemniaczana ze skwarkami, zapiekana w piekarniku. Danie przywędrowało na Litwę z kuchni niemieckiej.
- Šaltibarščiai (chłodnik litewski) – zupa na zimno z buraków, ogórków, kwaśnego mleka, śmietany, jajek, koperku. Chętnie spożywana podczas upałów. Podawana z ugotowanymi ziemniakami posypanymi koperkiem.
- Švilpikai – smażone „kopytka”.
- Vėdarai – kiszka ziemniaczana.
- Žemaičių blynai – bliny żmudzkie – grube placki z ugotowanych ziemniaków, nadziewane mięsem lub grzybami.
- Sery litewskie – białe, żółte, suszone, wędzone, a także słynny ser jabłkowy.
- Wędzone świńskie uszy.

### Napoje
- Napoje bezalkoholowe:
  - Lietuviška gira – kwas litewski – orzeźwiający napój wytwarzany z czarnego żytniego chleba. Napój jest popularny do tego stopnia, że jedną z marek giry wykupiła Coca-Cola.
- Napoje alkoholowe:
  - Litewskie miody pitne (np. suktinis).
  - Litewskie nalewki, zwane trauktinė, robione na miodzie lub owocach (żurawinie, wiśniach, jeżynach). Szczególnie znane są wyroby firmy Stumbras (lit. „żubr”), dostępne do kupienia również w Polsce.
  - Trejos Devynerios (Trzy dziewiątki – „999”) firmy Stumbras – nalewka na 27 leczniczych ziołach. Występuje w dwóch odmianach:
    - aptecznej – ziołowej nalewki zalecanej na wzmocnienie i oczyszczenie organizmu
    - sklepowej – gorzkawo-cierpkiej wódki ziołowej

  - Starka
  - piwo z browaru Švyturys (w Polsce Švyturys Export, Švyturys Baltas (białe pszeniczne), Švyturys Baltijos (ciemne), jak również – Švyturys Extra i Extra Draught)